# フジ・メディア・テクノロジー

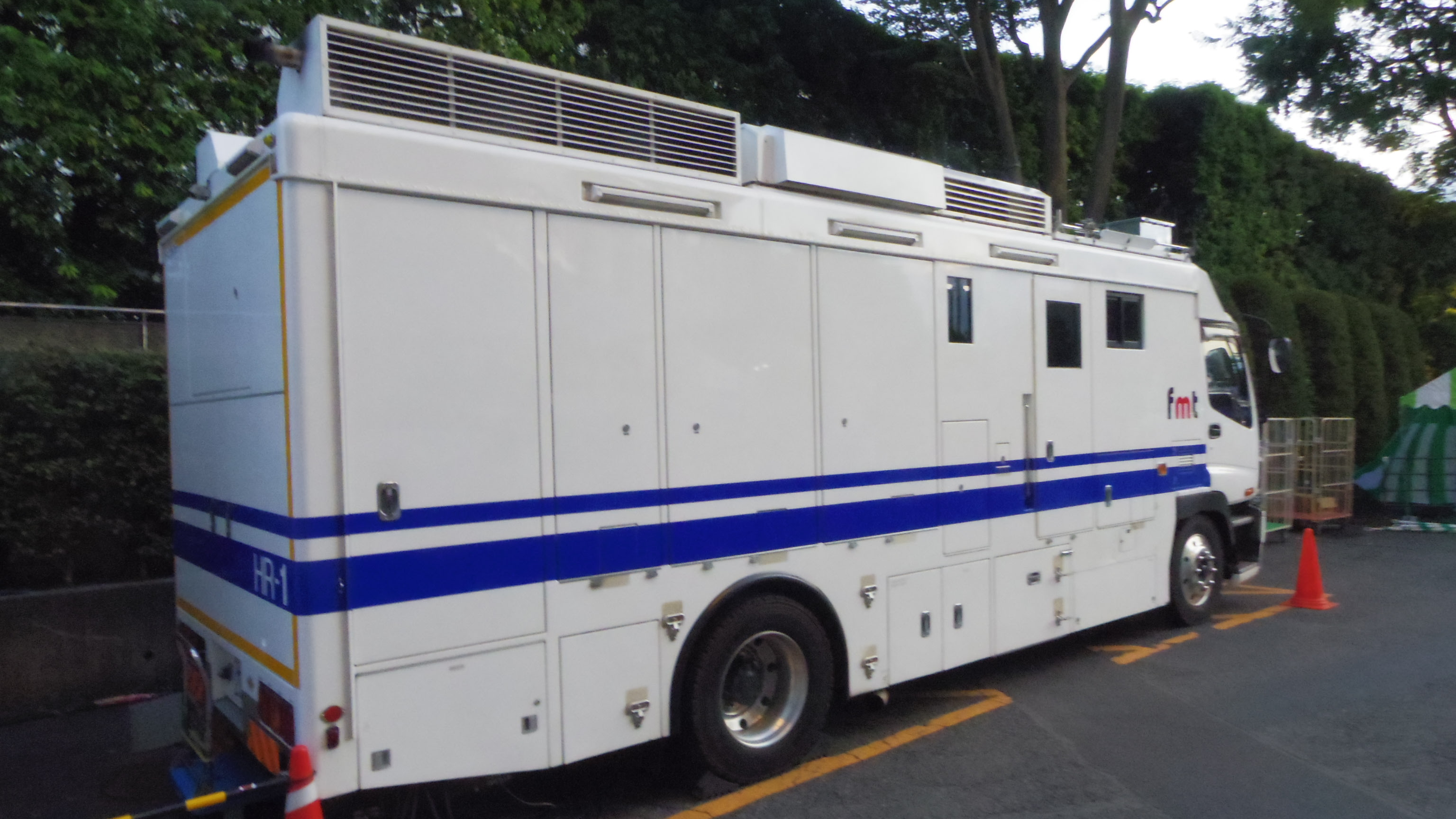
fmtの技術中継車（2015年8月15日、神宮球場前にて撮影）

株式会社フジ・メディア・テクノロジー（英: FUJI MEDIA TECHNOLOGY, INC.）は、テレビ技術を専門とする技術プロダクション。略称はfmt。
フジ・メディア・ホールディングスの連結子会社で、フジサンケイグループに属する。
番組への技術協力のほか、かつて前身の八峯テレビが手掛けていた事業である、フジテレビ系のBS放送局であるBSフジのマスター室運用業務も受託している。

## 沿革
- 1968年3月9日 - 株式会社八峯テレビ技術として設立。のちに株式会社八峯テレビに社名変更。
- 2013年7月1日 - フジライティング・アンド・テクノロジイ（FLT）と合併。
- 2023年10月1日 - 東京フイルム・メートを吸収合併。

## 会社概要

### 所在地
本社
- 〒135-0064 東京都江東区青海1丁目1番20号 ダイバーシティ東京オフィスタワー17F

機材室・中継車庫
- 〒135-0064 東京都江東区青海1丁目1番20号 ダイバーシティ東京オフィスタワー1F

山九 照明倉庫
- 〒135-0064 東京都江東区青海4丁目4番11号 山九お台場流通センター301

フジテレビ分室
- 〒137-8088 東京都港区台場2丁目4番8号

赤坂オフィス（旧東京フイルム・メート）
- 〒107-0052 東京都港区赤坂7丁目1番16号 オーク赤坂ビル7F

### 役員
2025年6月25日付
- 代表取締役社長：須藤直宏（統括　経営戦略・技術統括・営業統括）
- 専務取締役：近藤憲彦（制作統括、東京フイルム・メート代表取締役）
- 常務取締役：平田雅哉（総務・経理　放送技術　調整担当）
- 取締役：小田原敬（照明事業）、坂本淳一（業務推進・制作技術・メディア事業）、黒木省一郎（営業統括・制作）、大槻信
- 取締役（非常勤）：戸渡和孝（フジテレビジョン制作推進局長）、小川栄治（フジテレビジョン執行役員）、鈴木吉弘（フジテレビジョン執行役員）、大辻健一郎（フジテレビジョン執行役員）
- 監査役：後藤剛（フジ・メディア・ホールディングス 財経局長）
- 執行役員：小松俊規、二見健二、清水智、田原健二

#### 元役員
- 代表取締役会長：河井實之助（前:代表取締役社長）
- 代表取締役社長←常務取締役：馬場直幸
- 取締役副社長：大森靜雄、稲田智徳
- 取締役：寺山耕次郎、箕輪幸人、山崎誠宏、堀洋一、秋庭秀行、小川栄治、田中秀穂、岸本一朗、小川晋一、港浩一、石原隆、西渕憲司、大多亮（前・関西テレビ放送代表取締役社長、元・フジテレビジョン専務取締役）、矢延隆生（現・フジテレビジョン←前:取締役）、小林毅（フジテレビジョン専務取締役）、川島徳之（フジテレビジョン専務取締役）、立松嗣章（株式会社フジテレビジョン執行役員・編成局長）、臼井裕詞（フジテレビジョンドラマ映画制作局長）
- 取締役相談役：西山隆臣、横井亮介
- 監査役：田中英行、深水良輔
- 執行役員：春日叔之、伊佐憲一、米山和孝（制作技術担当）、笹川夏樹（編集部部長）、源生悟郎（制作センター長）

## 制作技術センター
フジテレビ系列（地上波）・BSフジ（BS放送）・フジテレビワンツーネクスト（CS放送）とNHK・民放各局など番組全般の映像技術（スタジオ・中継・ロケーション・報道取材）を用いた業務を行なっている。
凡例
太字：現在放映されている番組、これから放映する予定の番組またはWEBコンテンツの場合は現在アーカイブ公開されている番組、これから配信する予定の番組。
無：全般（スタジオ／ロケ／中継技術全般）
S：スタジオ技術のみ
L：ロケーション技術のみ
R：中継技術のみ
合併前の制作・技術会社
八：八峯テレビ
特に記述がない場合は、フジテレビ（地上波）で放送

## 照明事業センター
フジテレビ系列（地上波）・BSフジ（BS放送）・フジテレビワンツーネクスト（CS放送）とNHK・民放各局などテレビ番組、映画、WEB配信、イベント、舞台などの照明を用いた業務を行なっている。
凡例
太字：現在放映されている番組、これから放映する予定の番組またはWEBコンテンツの場合は現在アーカイブ公開されている番組、これから配信する予定の番組。
合併前の照明会社
F：フジライティング・アンド・テクノロジイ（FLT）
特に記述がない場合は、フジテレビ（地上波）で放送

## 制作センター
2023年10月1日に東京フイルム・メートを吸収合併し、これまでの撮影取材部・編集部・アナウンサー（マネジメント）事業として継承された。

### 制作1・2部
（凡例）S1：制作1部、S2：制作2部

### 企画推進部

#### 所属タレント
いずれも東京フイルム・メート吸収合併前に所属。合併後は同社赤坂オフィス公式サイトにプロフィルが掲載されている。

##### アナウンサー
- 福井謙二（元CX）
- 堺正幸（元CX）
- 近藤雄介（元CX）
- 小野浩慈（元ニッポン放送→CX）
- 松尾紀子（元CX）
- 野崎昌一（元CX）
- 向坂樹興（元CX）
- 塩原恒夫（元CX）
- 浅見博幸（元仙台放送）
- 菅野詩朗（元文化放送、TCP Artistにも所属）
- 高森てつ（株式会社OFFICE IGNITION代表取締役兼任[2]）
- 清水久嗣（元エフエム東京）
- 船岡未沙希（元富山エフエム放送）
- 尾座本建次（元スペースワールド）
- 北本誠
- 松本秀夫（元ニッポン放送、株式会社チェンジアップ代表取締役兼任[3]）
- 篠原さなえ
- 田代優美（元ニッポン放送→CX）

##### スポーツコメンテーター
- 江本孟紀
- 平松政次
- 谷沢健一
- 大矢明彦
- 高木豊
- 野村弘樹
- 眞鍋政義
- 増田明美
- 高樹ミナ
- 田尾安志
- 内野亮